# 門楚姆州

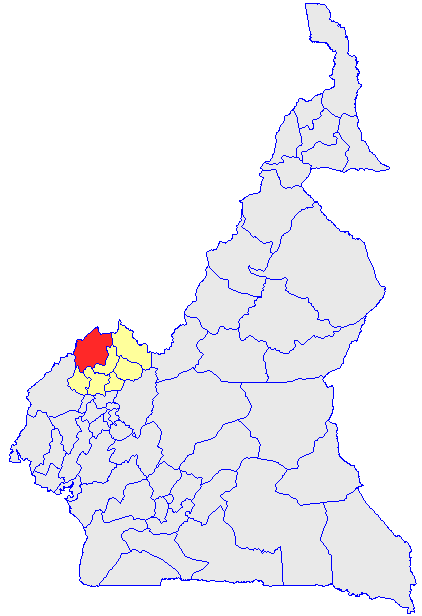

门楚姆州（法語：Menchum）是喀麥隆的58個州份之一，位於該國西北部，由西北區負責管轄，東南面是博約州，面積4,469平方公里，2001年人口157,173，人口密度每平方公里35.2人。